# Savières
Savières és un municipi francès situat al departament de l'Aube i a la regió del Gran Est. L'any 2007 tenia 898 habitants.

## Demografia

### Població
El 2007 la població de fet de Savières era de 898 persones. Hi havia 336 famílies de les quals 60 eren unipersonals (20 homes vivint sols i 40 dones vivint soles), 128 parelles sense fills, 140 parelles amb fills i 8 famílies monoparentals amb fills.
La població ha evolucionat segons el següent gràfic:
Habitants censats

### Habitatges
El 2007 hi havia 380 habitatges, 346 eren l'habitatge principal de la família, 8 eren segones residències i 25 estaven desocupats. 377 eren cases i 2 eren apartaments. Dels 346 habitatges principals, 309 estaven ocupats pels seus propietaris, 21 estaven llogats i ocupats pels llogaters i 16 estaven cedits a títol gratuït; 1 tenia una cambra, 15 en tenien dues, 42 en tenien tres, 101 en tenien quatre i 187 en tenien cinc o més. 231 habitatges disposaven pel capbaix d'una plaça de pàrquing. A 110 habitatges hi havia un automòbil i a 210 n'hi havia dos o més.

### Piràmide de població
La piràmide de població per edats i sexe el 2009 era:
| Homes | Edats   | Dones |
| ----- | ------- | ----- |
| 0     | 95 o +  | 0     |
| 0     | 90 a 94 | 8     |
| 4     | 85 a 89 | 8     |
| 4     | 80 a 84 | 0     |
| 12    | 75 a 79 | 12    |
| 16    | 70 a 74 | 12    |
| 28    | 65 a 69 | 20    |
| 20    | 60 a 64 | 12    |
| 16    | 55 a 59 | 24    |
| 40    | 50 a 54 | 44    |
| 48    | 45 a 49 | 32    |
| 52    | 40 a 44 | 48    |
| 28    | 35 a 39 | 20    |
| 36    | 30 a 34 | 48    |
| 24    | 25 a 29 | 28    |
| 16    | 20 a 24 | 36    |
| 60    | 15 a 19 | 24    |
| 20    | 10 a 14 | 28    |
| 32    | 5 a 9   | 24    |
| 28    | 0 a 4   | 28    |

## Economia
El 2007 la població en edat de treballar era de 601 persones, 460 eren actives i 141 eren inactives. De les 460 persones actives 426 estaven ocupades (243 homes i 183 dones) i 34 estaven aturades (13 homes i 21 dones). De les 141 persones inactives 58 estaven jubilades, 45 estaven estudiant i 38 estaven classificades com a «altres inactius».

### Ingressos
El 2009 a Savières hi havia 360 unitats fiscals que integraven 955 persones, la mediana anual d'ingressos fiscals per persona era de 18.969 €.

### Activitats econòmiques
Dels 27 establiments que hi havia el 2007, 1 era d'una empresa extractiva, 3 d'empreses de fabricació d'altres productes industrials, 6 d'empreses de construcció, 4 d'empreses de comerç i reparació d'automòbils, 2 d'empreses de transport, 1 d'una empresa d'hostatgeria i restauració, 1 d'una empresa financera, 1 d'una empresa immobiliària, 4 d'empreses de serveis i 4 d'empreses classificades com a «altres activitats de serveis».
Dels 8 establiments de servei als particulars que hi havia el 2009, 2 eren fusteries, 1 lampisteria, 3 electricistes, 1 restaurant i 1 agència immobiliària.
L'any 2000 a Savières hi havia 21 explotacions agrícoles que ocupaven un total de 1.344 hectàrees.

## Equipaments sanitaris i escolars
El 2009 hi havia una escola elemental.

## Poblacions més properes
El següent diagrama mostra les poblacions més properes.